# Rörsjön, Småland
Rörsjön är en sjö i Jönköpings kommun i Småland och ingår i Nissans huvudavrinningsområde. Sjön är 19,9 meter djup, har en yta på 0,127 kvadratkilometer och befinner sig 197 meter över havet.

## Delavrinningsområde
Rörsjön ingår i det delavrinningsområde (640106-138339) som SMHI kallar för Ovan Grissleån. Medelhöjden är 223 meter över havet och ytan är 7,35 kvadratkilometer. Räknas de 10 delavrinningsområdena uppströms in blir den ackumulerade arean 142,8 kvadratkilometer. Delavrinningsområdets utflöde Nissan mynnar i havet. Delavrinningsområdet består mestadels av skog (72 procent), öppen mark (12 procent) och jordbruk (11 procent). Avrinningsområdet har 0,13 kvadratkilometer vattenytor vilket ger avrinningsområdet en sjöprocent på 1,7 procent.